# Korg MicroKORG
De Korg MicroKORG is een kleine synthesizer met ingebouwde vocoder, geproduceerd door Korg in 2002.

## Beschrijving
De MicroKorg heeft 128 geheugenplaatsen die in 8 (via een draaiknop te selecteren) categorieën staan: Trance, Techno/House, Electronica, DnB Breaks, HipHop/Vintage, Retro, SndFX/Hits, en natuurlijk Vocoder. De vocoder wordt aangestuurd via de meegeleverde microfoon waardoor klassieke vocoding mogelijk is, alsmede pure filtering van het (stem)geluid. De line-in zorgt er echter voor dat elke externe geluidsbron kan dienen als modulator.
De MicroKORG is slechts 4-stemmig polyfoon, en kan slechts twee timbres tegelijk hoorbaar maken. Hierdoor is de synthesizer meer geschikt als solo-instrument.
De MicroKorg heeft 2 oscillatoren met 71 golfvormen (7 simpele analoge basisgolfvormen plus de 64 DWGS golfvormen uit de DW-8000), een multi-mode resonant 12 of 24 dB/oct filter, een 8-band vocoder, twee ADSR envelope-generatoren, een arpeggiator met 6 voorkeuze-patronen (inclusief drumkits), oscillator sync, ringmodulatie, twee via MIDI te synchroniseren LFO's en instelbare multi-effecten.
Net zoals op de Korg Poly-800 is er veel geschreven informatie op het voorpaneel. Vijf parameters zijn direct te beïnvloeden via de grote toewijsbare draaiknoppen, hierdoor is het praktisch als live-instrument.

## De praktijk
De MicroKORG werd uitgebracht ten tijde van de "vintage-hype". Er was behoefte aan een kleine synth die tevens als vocoder dienst kon doen, aangezien vocoding weer "in" kwam. In 1978 had Korg al de succesvolle maar redelijk zeldzame "VC-10 Vocoder" uitgebracht en nu was er opnieuw de behoefte ontstaan aan een dergelijk apparaat, maar dan met de "vette" house- en techno-sounds van nu.
Het hart van de MicroKORG is hetzelfde als de Korg MS2000, en de niet-vocoder-sounds klinken ook hetzelfde. De toetsen hebben een miniformaat.
De ingebouwde microfoon genereert bij liveoptredens te veel audiofeedback.